# 替代 (巴斯克)
替代是西班牙巴斯克自治区的一个左翼政党。该党成立于2008年。该党的意识形态是社会主义、国际主义、巴斯克民族主义、反资本主义、环境保护主义、女权主义。该党的发言人是奥斯卡·马图特。该党的总部位于毕尔巴鄂。该党是巴斯克地区联合的成员。